# Бежунчане

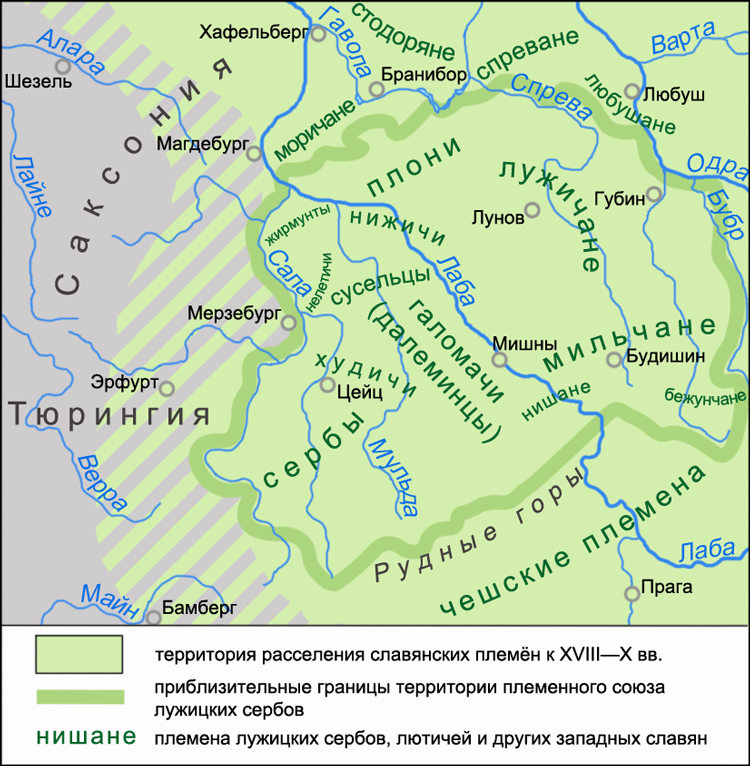
Племя бежунчан в пограничье территорий племенных союзов слензан и лужицких сербов в VIII—X вв.

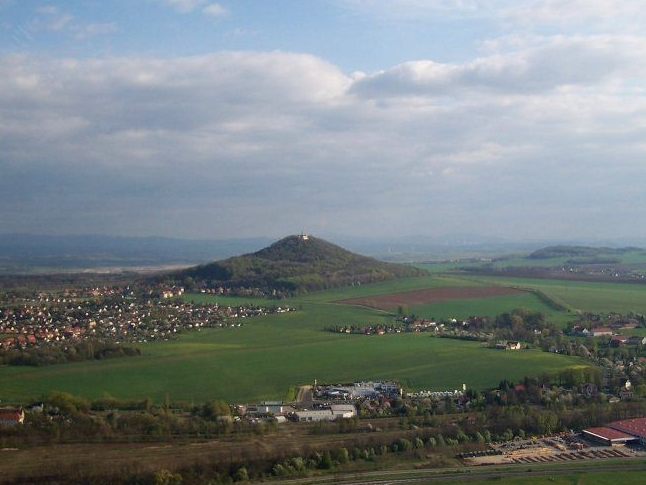
Гора Ландескроне, в районе которой располагался племенной центр бежунчан

Бежунча́не (пол. Bieżuńczanie, Bieśniczanie, Biełżuczanie) — средневековое западнославянское племя, населявшее земли в верховьях реки Ныса Лужицкая на границе территорий союзов племён лужицких сербов и слензан. Упоминаются в «Баварском Географе» IX века как Besunzane.
Племя бежунчан во второй половине I тысячелетия занимало территорию на границе современных Германии, Польши и Чехии по обоим берегам реки Ныса в районе современного польского города Згожелец, на востоке их владения доходили, вероятно, до реки Квисы.
Бежунчане жили в окружении других племён западных славян, их соседями с востока было силезское племя бобжан, с юга — чешские племена, с запада и северо-запада — лужицкосербское племя мильчан, к северу от бежунчан размещалось племя жаровян (жившее в окрестностях современного города Жары).
Локализация племенных земель основывается главным образом на указании «Баварского Географа» о размещении соседних с бежунчанами племён: слензан, дзядошан, лужичан и мильчан. Центр племени располагался в районе горы Ландескроне (нем. Landeskrone) вблизи современного Гёрлица в Германии.
Ни один другой источник, кроме «Баварского Географа», не упоминает о племени бежунчан. По мнению историков это связано с тем, что прежде независимое племя бежунчан сравнительно рано, в X веке, влилось в более крупную лужицкую племенную группу мильчан.
Территория, занимаемая племенем бежунчан, была колонизирована немцами, славянское население подверглось германизации. В настоящее время польскую часть, бывшую в прошлом племенным ареалом бежунчан, населяют поляки (переселённые после второй мировой войны на место депортированного немецкого населения), а германскую часть — в основном немцы. На данной территории сохранились археологические памятники — древнеславянские городища и курганы.